# El somiador
El somiador —Der Träumer (alemany)— és un quadre del pintor Caspar David Friedrich, realitzat en 1835, que es troba en l'Ermitage de Sant Petersburg, Rússia. Realitzat cinc anys abans de la seva mort, el quadre representa a un personatge solitari enmig de les ruïnes del Monestir d'Oybin, símbol del perible i transitori. Friedrich aconsegueix transmetre gran misticisme per mitjà d'una llum pròpia del crepuscle que inunda tot el llenç. L'obra sembla reflectir l'esperit de solitud i malenconia que va haver d'embargar a l'autor davant la proximitat de la seva pròpia mort. Aquesta obra es pot incloure entre les denominades pintures crepusculars qualificades com les pintures de l'esperit per excel·lència.